# Калныньш, Харальд
Харальд Калныньш (Харальд Карлович Калнинь) (латыш. Haralds Kalniņš; 22 июля 1911 — 27 октября 1997) — лютеранский епископ, первый глава ЕЛКРАС с 1988 по 1994.
Родился в Санкт-Петербурге. Имел смешанное немецко-латышское происхождение. В 1919 году его родители репатриировались в Латвию. В 1933—1937 годы изучал теологию в Швейцарии. После окончания семинарии год служил помощником пастора в Эльзасе. В 1938 году вернулся в Латвию. С 1943 по 1945 год служил фельдфебелем в Латышском легионе СС.
После плена в 1947 году вновь вернулся в Латвию. В 1951 году ординирован в пасторы в Риге епископом ЛЕЛЦ Густавом Турсом. С 1967 года начинает окормлять общины российских немцев. В 1981 году он становится суперинтендантом немецких общин в СССР.
В 1988 году он выходит из Латышской Церкви, чтобы стать полноценным епископом немецких общин СССР (нем. Deutschen Evangelisch-Lutherischen Kirche in der Sowjetunion) (будущая ЕЛКРАС). По мнению Баронаса, Калныньш был близок к пиетистскому направлению в лютеранстве. 
Епископ Йозеф Барон. Кризис и возрождение лютеранства. Дата обращения: 13 января 2010. Архивировано 8 июля 2008 года.
В 1989 году открыл заочную Теологическую семинарию. Сессии проводились два раза в год. По воспоминаниями бывшего студента семинарии, проповедника Игоря Геннадьевича Ермолова, в программу входили следующие дисциплины: Ветхий Завет, Новый завет, история церкви, история немецкой евангелическо-лютерансеой церкви в России, гомелетика, литургика, нравственное богословие, катехизис Мартина Лютера. Преподавание осуществлялось на немецком языке. Для студентов, недостаточно владевших немецким языком, проводились дополнительные занятия по немецкому языку. Преподавали, по воспоминаниям И.Г.Ермолова, Юозас Баронас,профессор Георг Кречмар (будущий епископ НЕЛЦ), Вильгельм Кале (в прошлом солдат Вермахта), профессор Кюнке (бывший офицер ваффен-СС), профессор Берзиньш. Лекции по нравственному богословию читал сам Х.К.Калниньш.
В семинарии учились такие известные личности как актёр Олег Севастьянов, известный телезрителям по фильмам "Бронзовая птица" (Жердяй), "12 стульев" (аптекарь), дьякон РПЦ, известный фотохудожник Николай Андреев, заслуженный лютеранский пастор Генрих Питер и другие. 
Удалось осуществить лишь один выпуск, так как с распадом СССР проводить сессии в Риге для студентов из республик бывшего СССР стало затруднительно.
Игорь Геннадьевич Ермолов — ближайший сторонник и сотрудник Х. К. Калниня, студент заочной Теологической семинарии в Риге с 1989 по 1992 гг., проповедник Московский общины Петра и Павла с октября 1991 г. по февраль 1992 г., проповедник лютеранских общин г. Днепропетровска и села Рыбальское (Fischersdorf)(Украина) в 1990-1993 гг.
В настоящее время — кандидат исторических наук, доцент.